# B’z The Best XXV 1999–2012
B’z The Best XXV 1999–2012 – kompilacja japońskiego zespołu B’z, wydana 12 czerwca 2013 roku razem z kompilacją B’z The Best XXV 1988–1998. Album został wydany w dwóch edycjach: regularnej (2CD) i limitowanej (2CD+DVD). DVD zawierało teledyski do utworów od 1 do 27. Osiągnął 2 pozycję w rankingu Oricon i pozostał na liście przez 38 tygodni, sprzedał się w nakładzie 579 067 egzemplarzy. Zdobył status podwójnej platynowej płyty.
Utwór Q&A został wykorzystany jako 36 opening (odc. 696–717) anime Detektyw Conan.

## Lista utworów
| DISC 1 |                                                                             |      |
| Nr     | Tytuł                                                                       | Czas |
| 1.     | „Giri giri chop” (jap. ギリギリchop)                                        | 3:59 |
| 2.     | „Kon'ya tsuki no mieru oka ni” (jap. 今夜月の見える丘に)                    | 4:13 |
| 3.     | „May”                                                                       | 4:19 |
| 4.     | „juice”                                                                     | 4:02 |
| 5.     | „RING”                                                                      | 3:59 |
| 6.     | „ultra soul”                                                                | 3:43 |
| 7.     | „GOLD”                                                                      | 5:36 |
| 8.     | „Atsuki kodō no hate” (jap. 熱き鼓動の果て)                                 | 4:05 |
| 9.     | „It’s Showtime!!”                                                           | 4:00 |
| 10.    | „Yasei no ENERGY” (jap. 野性のENERGY)                                       | 4:39 |
| 11.    | „BANZAI”                                                                    | 3:51 |
| 12.    | „ARIGATO”                                                                   | 4:59 |
| 13.    | „Ai no bakudan” (jap. 愛のバクダン)                                         | 4:22 |
| 14.    | „OCEAN”                                                                     | 5:29 |
| DISC 2 |                                                                             |      |
| Nr     | Tytuł                                                                       | Czas |
| 1.     | „Shōdō” (jap. 衝動)                                                         | 3:18 |
| 2.     | „Yuruginai mono hitotsu” (jap. ゆるぎないものひとつ)                        | 4:38 |
| 3.     | „SPLASH!”                                                                   | 3:34 |
| 4.     | „Eien no tsubasa” (jap. 永遠の翼)                                           | 5:11 |
| 5.     | „SUPER LOVE SONG”                                                           | 4:00 |
| 6.     | „BURN -Fumetsu no Face-” (jap. BURN -フメツノフェイス-)                     | 3:52 |
| 7.     | „Ichibu to zenbu” (jap. イチブトゼンブ)                                     | 4:12 |
| 8.     | „DIVE”                                                                      | 3:00 |
| 9.     | „MY LONELY TOWN”                                                            | 3:38 |
| 10.    | „Sayonara kizu darake no hibi yo” (jap. さよなら傷だらけの日々よ)           | 3:43 |
| 11.    | „Don’t Wanna Lie”                                                           | 4:06 |
| 12.    | „GO FOR IT, BABY -Kioku no sanmyaku-” (jap. GO FOR IT, BABY -キオクの山脈-) | 4:41 |
| 13.    | „Q&A”                                                                       |      |
| 14.    | „Utopia” (jap. ユートピア Yūtopia)                                          | 4:24 |

## Notowania
| Lista                       | Pozycja |
| --------------------------- | ------- |
| Oricon Daily Albums Chart   | 2       |
| Oricon Weekly Albums Chart  | 2       |
| Oricon Monthly Albums Chart | 2       |
| Oricon Yearly Albums Chart  | 3       |